# LimeWire
A LimeWire egy nyílt forrású Gnutella hálózati kliens. Fájlokat, például mp3-akat lehet letölteni vele. Java-ban írták, ezért platformfüggetlen (platform-independent).
A BearShare-hez hasonlóan ezt is a FreePeers, Inc. fejlesztette. A LimeWire egy kereskedelmi termék, melyet a LimeWire LLC hozott létre. A LimeWire és a BearShare – a két jelentős vendor – vezetik a Gnutella protokoll fejlesztését, miután a GDF-t megalapította a Clip2-s Kelly Truelove.
A LimeWire két változatban érhető el: van egy alap (basic), szabad változat; és egy erősebb (enhanced), mely alacsony áron hozzáférhető. A LimeWire forráskódja hozzáférhető a fejlesztők weboldalán GPL licence alatt.

## Jogsértési per
A RIAA (az amerikai zenekiadók szervezete) 2006-ban beperelte a fájlmegosztót, és 2010-re elérte, hogy a szövetségi bíróság bűnösnek találta a LimeWire-t.
A RIAA kártérítési igénye: 150 000 dollár minden egyes, a LimeWire útján megosztott amerikai jogsértés után. ((forrás)